# Frederick Copleston
Frederick Charles Copleston S.J. (Taunton, Somerset, Inglaterra; 10 de abril de 1907– Londres, Inglaterra; 3 de febrero de 1994) fue un sacerdote de la Compañía de Jesús e historiador de la filosofía. Es considerado uno de los mejores historiadores de la filosofía de los últimos tiempos.

## Biografía
De familia profundamente anglicana (dos de sus tíos paternos eran obispos de esta confesión), Copleston se convirtió al catolicismo mientras asistía al Marlborough College, a los dieciocho años. Fue el autor de la influyente obra Historia de la filosofía, publicada en nueve volúmenes entre 1946 y 1975, y muy traducida y reimpresa. Es conocido además por el debate que sostuvo con el famoso pensador inglés Bertrand Russell, transmitido en 1948 por la BBC (ver Debate Copleston-Russell). El debate se centró en la existencia de Dios. El año siguiente debatió con A. J. Ayer sobre el positivismo lógico y la significación del lenguaje religioso. 